# Salminus franciscanus
Salminus franciscanus é uma espécie de peixe da família Bryconidae. Popularmente conhecido como dourado. Endêmico do Brasil, onde pode ser encontrada na bacia do rio São Francisco. É considerado uma peixe de primeira categoria, sendo muito importante na pesca profissional, a espécie pode alcançar até 30 kg de massa corporal, sua carne é muito apreciada por seu excelente sabor.

## Nomenclatura e taxonomia
A espécie era conhecida desde o século XIX, sendo utilizado várias terminologias científicas para designá-la: Salminus cuvieri por Steindachner (1880), Salminus brevidens por Eigenmann (1916), e Salminus brasiliensis por Géry (1977) e Britski et al. (1984). Em 1990, uma revisão das espécies-tipos do gênero Salminus concluiu que o Hydrocynus brasiliensis Cuvier foi baseado em um espécime coletado provavelmente no rio Paraguai, e que deveria ser usado para a espécie presente na bacia do Rio da Prata. Os nomes cuvieri e brevidens foram ambos baseados no mesmo holótipo utilizado para descrever o Hydrocynus brasiliensis e portanto são sinônimos de Salminus brasiliensis. A espécie ficou sem um nome científico válido até 2007, quando foi oficialmente descrita pelos ictiólogos Flávio César Thadeo de Lima e Heraldo Antônio Britski como Salminus franciscanus.

## Reprodução
A espécie tem habito de reprodução sazonal, necessitando de longos deslocamentos para realizar a desova, além de sazonal também é uma espécie de piracema, onde sua reprodução ocorre entre os meses de novembro e fevereiro.

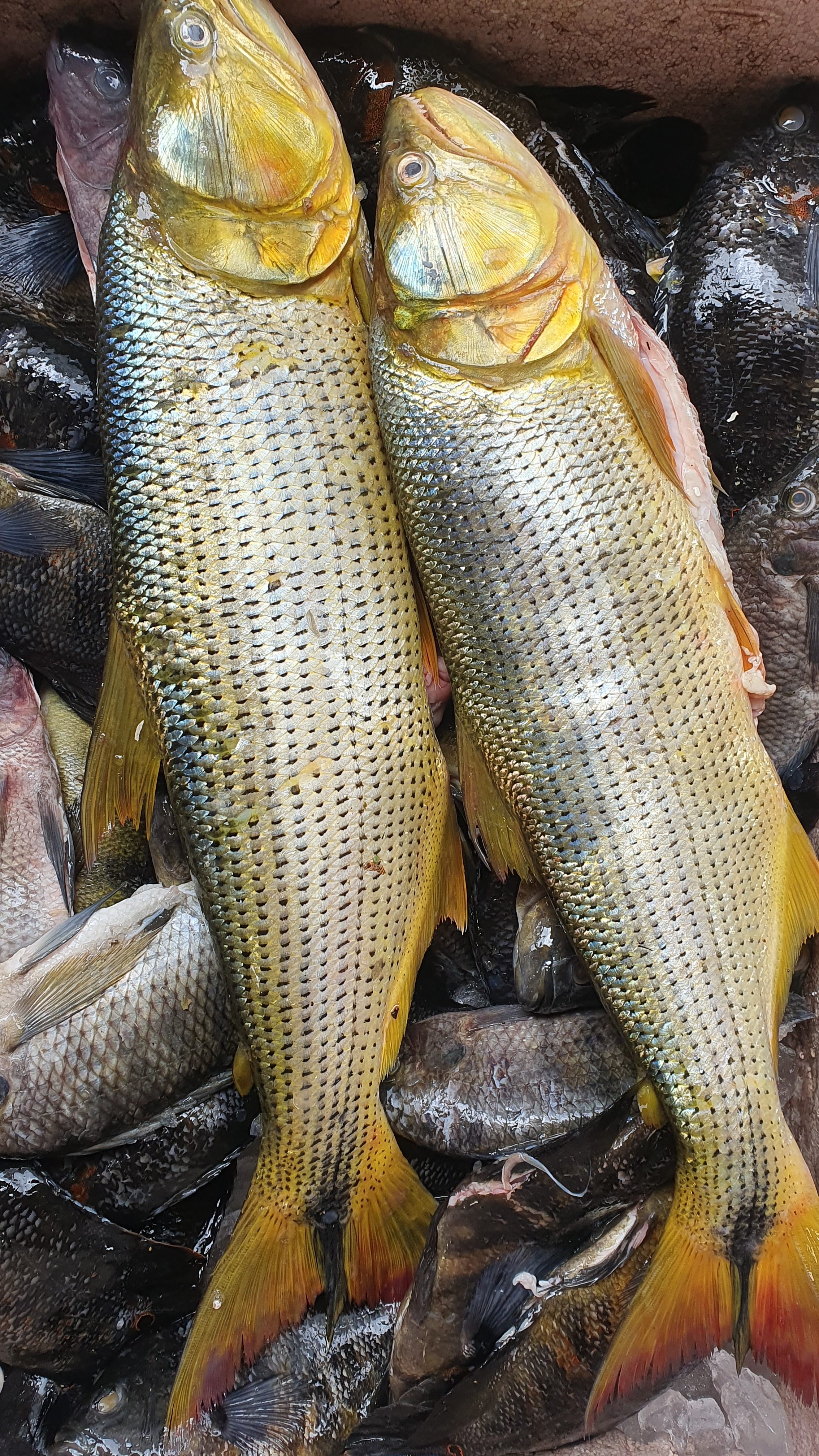
Salminus franciscanus capturado por pescador na região de Sobradinho, Bahia, no Rio São Francisco.

Em condições de cultivo a reprodução é realizada mantendo os peixes em temperaturas acima de 25° C, onde respondem satisfatoriamente a procedimentos de reprodução induzida,  pelo método de hipofisação heteroplástico.